# Никтим
Никтим (др.-греч. Νύκτιμος) — персонаж древнегреческой мифологии, сын Ликаона и его преемник в качестве царя Аркадии.

## В мифологии
Античные авторы рассказывают о Никтиме по-разному. Согласно Псевдо-Аполлодору, это был самый младший из пятидесяти сыновей Ликаона, единственный спасшийся от гнева Зевса (благодаря Гее). В его царствование произошёл Девкалионов потоп.
- Либо старший сын Ликаона, впоследствии получивший верховную власть[3].
- Либо сын Ликаона, принесенный в жертву Зевсу и потом воскрешенный (см. Аркад)[4].

Отец Перифета (по одной из версий).